# Paul Trautmann (Eishockeyspieler)
Paul Trautmann (* 16. Dezember 1916 in Berlin; † nach 1944) war ein deutscher Eishockeyspieler.

## Karriere
Paul Trautmann spielte auf Vereinsebene für den Berliner Schlittschuhclub, mit dem er 1932, 1933, 1936 und 1937 jeweils den deutschen Meistertitel gewann. 1938 wechselte er zum LTTC Rot-Weiß Berlin, mit dem er 1941 und 1944 deutscher Vizemeister wurde.
Mit der deutschen Eishockeynationalmannschaft nahm Trautmann an den Olympischen Winterspielen 1936 in Garmisch-Partenkirchen teil.

## Erfolge
- Deutscher Meister 1932, 1933, 1936, 1937 mit dem Berliner Schlittschuhclub